# 普勒米耶
普勒米耶（法語：Premier）是瑞士联邦西部法语区的沃州下设的一个镇。在行政上属于沃州北汝拉区管辖。普勒米耶的总面积为6.12平方公里。截至2010年底，总人口为189。